# Mentre Parigi dorme
Mentre Parigi dorme (Les Portes de la nuit) è un film del 1946 diretto da Marcel Carné, tratto dal balletto Le Rendez-vous di Jacques Prévert, adattato per il cinema dall'autore stesso.
Rappresenta una sorta di canto del cigno del realismo poetico del regista Carné e dello sceneggiatore Prévert, al loro ultimo film insieme, a parte il successivo La fleur de l'âge (1947), rimasto incompiuto.
Yves Montand, qui al suo debutto cinematografico, rese celebre la canzone Les feuilles mortes, composta per la colonna sonora da Joseph Kosma su parole di Prévert.

## Trama
La seconda guerra mondiale è appena terminata ma il "Destino" gioca ancora con la vita dei giovani. Diego, rientrato dalla prigionia incontra per caso Malou, sposa infelice e passa una notte d'amore con lei.
Il marito e il fratello della donna, che sono stati dei collaborazionisti responsabili della deportazione di molti francesi, cercano di separarli.

## Cast
I ruoli interpretati dai giovani Yves Montand e Nathalie Nattier erano stati previsti per i più maturi Jean Gabin e Marlene Dietrich, all'epoca sentimentalmente legati, che preferirono invece lavorare in Turbine d'amore (Martin Roumagnac), diretto da Georges Lacombe.

## Distribuzione
La prima del film avvenne il 3 dicembre 1945 al cinema Marivaux e al cinema Marignan di Parigi.

## Accoglienza
Il film fu un clamoroso insuccesso di pubblico.